# Kennemerstrand Expres

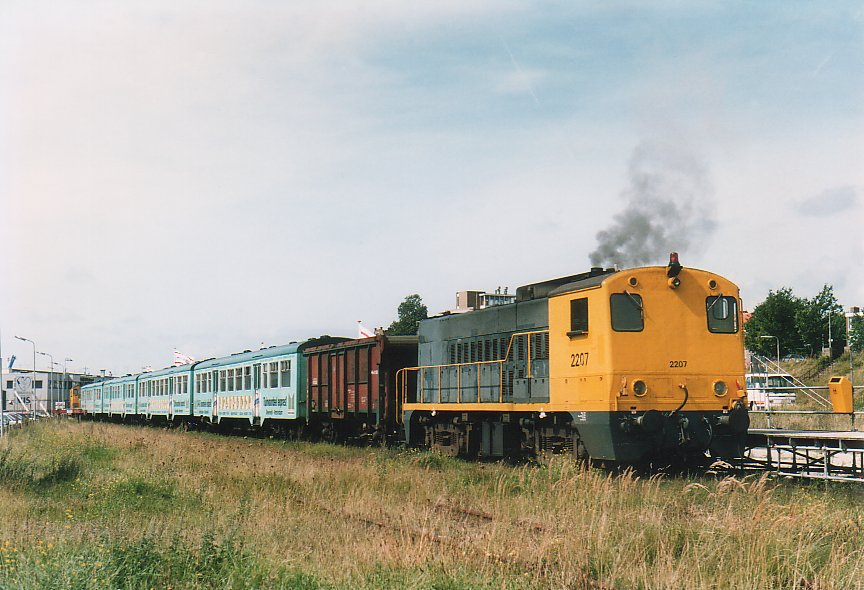
De Kennemerstrand Expres op Station IJmuiden

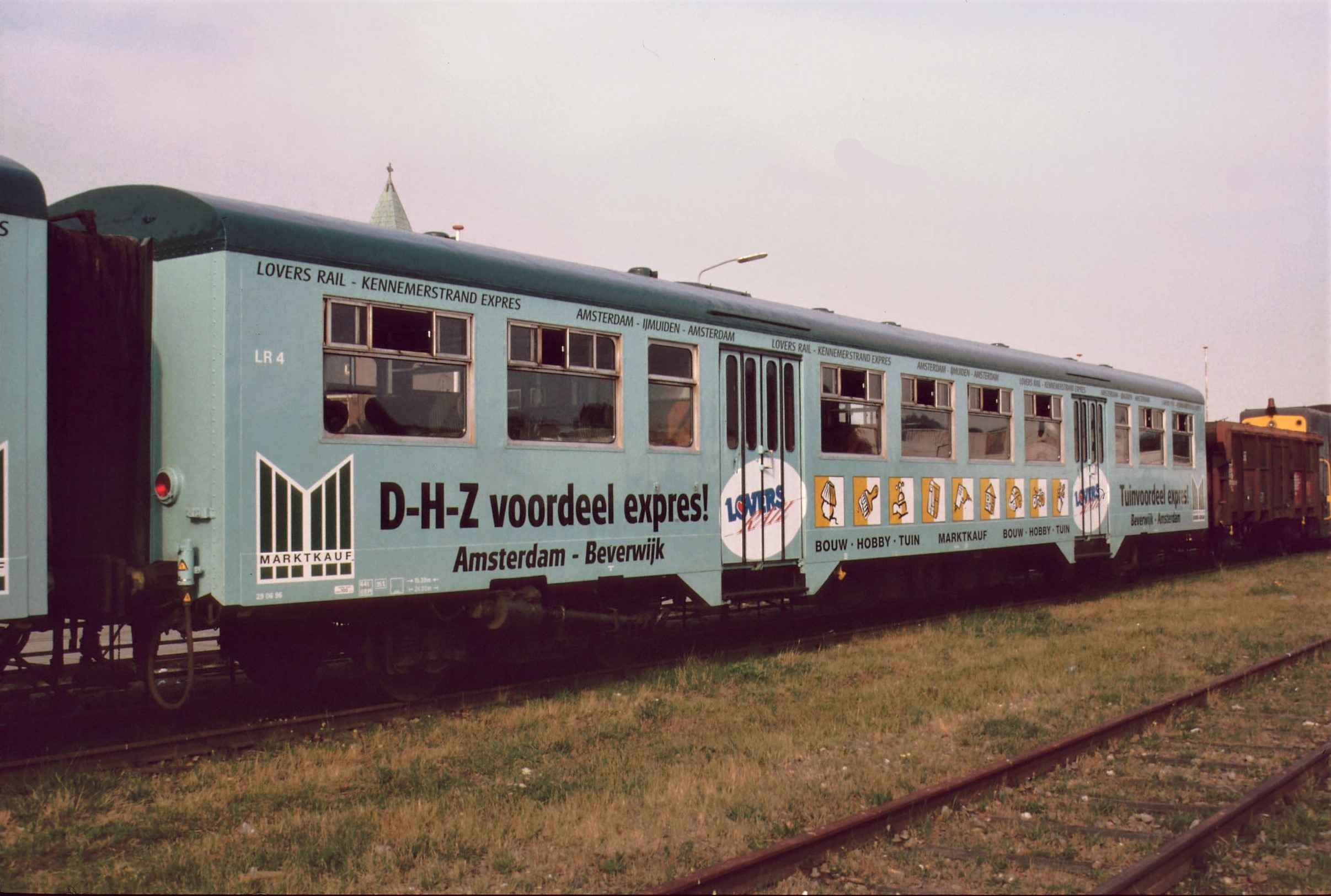
M2-rijtuig van de Kennemerstrand Expres

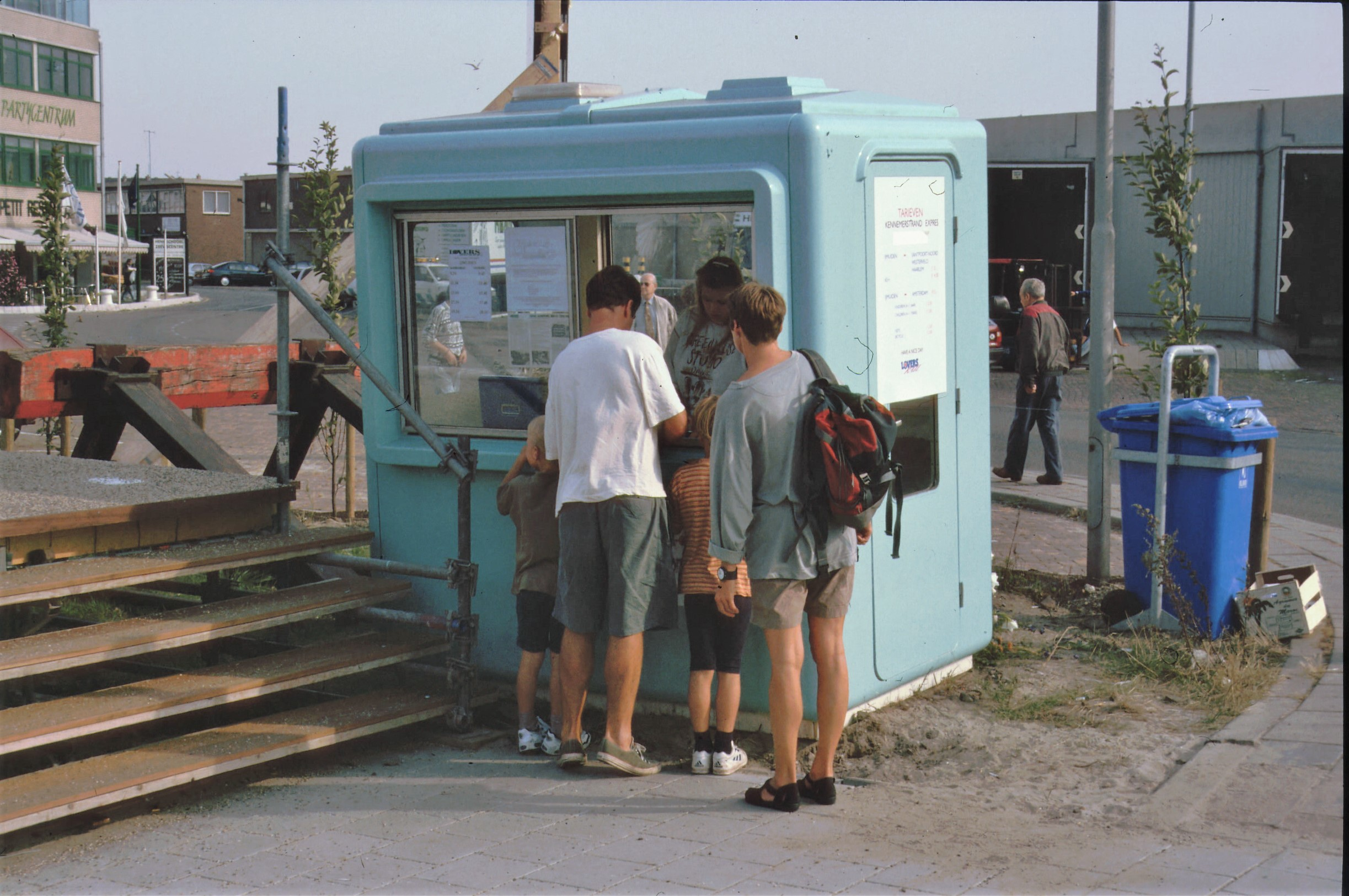
Het loket op Station IJmuiden

De Kennemerstrand Expres was tussen 1996 en 1998 een treindienst van Lovers Rail tussen Amsterdam en IJmuiden.

## Geschiedenis
Lovers Rail was de eerste commerciële concurrent van de NS op het Nederlandse spoor. Het bedrijf startte met een verbinding tussen Station Amsterdam Centraal en Station IJmuiden. Hiervoor werd de oude Spoorlijn Santpoort Noord - IJmuiden (IJmondlijn) weer in gebruik genomen, nadat hier tussen 1983 en 1994 alleen nog maar goederentreinen hadden gereden. 
De treindienst had vooral een toeristisch oogmerk en kreeg daarom de naam Kennemerstrand Expres. Aangezien het eindstation IJmuiden niet direct aan het strand lag, was het voor strandgangers nog wel noodzakelijk om hier over te stappen op een bus voor het laatste stuk tot aan het strand. Naast de toeristen zag Lovers Rail ook een doelgroep in forensen tussen Haarlem en Amsterdam. De Kennemerstrand Expres reed alleen van het voorjaar tot het najaar. De trein had een twee-uurs dienstregeling en reed vier keer per dag. Er werd met één treinstam gereden en de rit van Amsterdam naar IJmuiden en vice versa duurde ongeveer 50 minuten. De NS verleende weinig medewerking aan de nieuwe concurrent. Al voor de eerste rit werd het NS-personeel op de stations opgedragen geen assistentie te verlenen aan passagiers van Lovers Rail, zelfs als het om lichamelijk gehandicapte personen ging die de trein niet zelf konden instappen.

### Seizoen 1996
Begin augustus 1996 werden de eerste testritten verreden. De eerste officiële trein reed op 11 augustus 1996 en de dienstregeling liep tot 30 september. 

### Seizoen 1997
In 1997 startte de dienstregeling in mei en liep tot in oktober. Het traject van de IJmondlijn werd opgeknapt en er werd betere beveiliging aangebracht. Zo werden bij enkele overwegen de automatische spoorbomen hersteld. Dit bespaarde tijd, omdat daarvoor bij iedere overweg het Lovers-personeel moest uitstappen om de spoorbomen handmatig te bedienen.

### Seizoen 1998
In de eerste maanden van 1998 werden de rijtuigen van de Kennemerstrand Expres overgeschilderd in donkerblauw en met bloemstickers beplakt, om in het voorjaar gebruikt te worden voor de Keukenhof Expres, een nieuwe treindienst van Lovers Rail die tussen Leiden, Lisse en Amsterdam reed om toeristen naar de Keukenhof te vervoeren. Na de sluiting van de Keukenhof eind mei werden de stickers weer vervangen voor de Kennemerstrand Expres, maar de rijtuigen behielden wel hun donkerblauwe kleur. Lovers Rail heeft echter onvoldoende locomotieven om de dienst al in juni te hervatten. Op 6 juli rijdt de eerste trein naar IJmuiden. Het seizoen zou tot 30 september duren, maar omdat een van de beide 2200-locomotieven defect raakte, reed de laatste trein al op 29 augustus.

## Sluiting
De Kennemerstrand Expres was geen commercieel succes. Er werden te weinig passagiers vervoerd, mede ook door de slechte zomer van 1998. Daarnaast had de trein in april 1998 ook concurrentie gekregen van de Fast Flying Ferry, een snelbootdienst tussen Amsterdam en Velsen van Connexion. In februari 1999 maakte CGEA de eigenaar van Lovers Rail, bekend dat de Kennemerstrand Expres dat jaar niet meer zou terugkeren. In september 1999 staakte Lovers Rail, gedwongen door eigenaar CGEA, al haar activiteiten op het Nederlandse spoor. 

## Stations
De Kennemer Strandexpres stopte op de volgende stations:
- Station Amsterdam Centraal
- Station Haarlem
- Station Santpoort Noord
- Station Westerveld
- Station IJmuiden

Lovers Rail had loketten op de stations Amsterdam Centraal en Haarlem. Op IJmuiden was buiten een kleine keet geplaatst voor kaartverkoop. Daarnaast was het ook mogelijk om zonder meerprijs een kaartje bij de conducteur in de trein te kopen. Een retourkaartje Amsterdam - IJmuiden, inclusief de bus naar het strand, kostte in 1996 fl.13,75.

## Materieel
- Lovers Rail huurde van NS Cargo twee diesellocomotieven serie 2200 (afwisselend o.a. 2202, 2207, 2211 en 2215). De locomotieven werden bediend door ex-machinisten van de NS.[7] De serie 2200 kon geen verwarming aan de treinwagons leveren, waardoor Lovers Rail ze op termijn wilde vervangen door vijf Duitse locomotieven uit de serie 211. Daarmee had tevens een een-uursdienst gestart kunnen worden. Omdat de NS weigerde de daarvoor benodigde ATB-apparatuur te leveren, konden deze locs niet ingezet worden.[8]
- Lovers Rail kocht van de NMBS vier oude eerste klasse M2-rijtuigen, die in een mintgroene kleur werden geschilderd en voorzien van reclame-stickers. De rijtuigen werden genummerd als LR1 - LR4 en werden na uitbreiding van het aantal wagons hernoemd naar LR001 - LR004. Deze rijtuigen werden in het voorjaar van 1998 en 1999 ook gebruik voor de Keukenhof Expres, die passagiers vervoerde tussen Amsterdam, Lisse en Leiden.
- Voor het vervoer van fietsen op de Kennemerstrand Expres beschikte Lovers Rail over een gehuurde Belgische goederenwagon van het type 1215 C1. Hierin waren fietsenrekken geplaatst.